# Zhang Yiming (triatleta)
Zhang Yiming (1986) es un deportista chino que compitió en triatlón. Ganó una medalla de bronce en el Campeonato Asiático de Triatlón de 2006.

## Palmarés internacional
| Campeonato Asiático | Campeonato Asiático | Campeonato Asiático | Campeonato Asiático |
| Año                 | Lugar               | Medalla             | Prueba              |
| ------------------- | ------------------- | ------------------- | ------------------- |
| 2006                | Jiayuguan (China)   | Medalla de bronce   | Individual          |